# 灰白益母草
灰白益母草（学名：Leonurus glaucescens）为唇形科益母草属下的一个种。

## 扩展阅读
- 維基物種上的相關：灰白益母草